# Рахім Курбанмамедов
Рахім Курбанмамедов (туркм. Rahym Kurbanmämmedow, нар. 3 жовтня 1963, Ашхабад) — радянський та туркменський футболіст, який виступав на позиції захисника. Відомий насамперед виступами за футбольний клуб «Копетдаг» з Ашгабата, а також грав за національну збірну Туркменістану з футболу. По закінченні виступів на футбольних полях — туркменський футбольний тренер, кілька разів очолював національну збірну, працював із низкою туркменських клубів.

## Клубна кар'єра
Рахім Курбанмамедов народився в столиці Туркменської РСР Ашхабаді, та розпочав виступи на футбольних полях у 1981 році в місцевій команді «Колхозчі» (яка пізніше змінила свою назву на «Копетдаг»), що виступала у другій союзній лізі. У 1985 році грав у армійському клубі першої ліги «Зірка» з Джиззака. У 1986 повернувся до складу «Копетдага», в якому до 1991 року грав у другій лізі, а з 1992 року у вищому дивізіоні чемпіонату Туркменістану до 1998 року. У складі команди став п'ятиразовим чемпіоном країни та володарем кубка країни. У 1998 році, після фактичного розформування «Копетдага», Курбанмамедов перейшов до складу іншого ашгабатського клубу «Ніса». У складі команди виборов ще один титул чемпіона країни. Завершив виступи на футбольних полях Рахім Курбанмамедов у 2000 році.

## Виступи за збірні
Рахім Курбанмамедов після розпаду СРСР розпочав виступи у національній збірній Туркменістану. Він грав у першій зустрічі туркменської збірної, у якій вона поступилася збірній Казахстану з рахунком 0-1 у Алма-Аті. У складі збірної Курбанмамедов грав на Азійських іграх 1994 року в Японії. Усього Рахім Курбанмамедов з 1992 до 2000 року зіграв у складі збірної 30 матчів, у яких забитими м'ячами не відзначився.

## Тренерська кар'єра
Рахім Курбанмамедов розпочав тренерську кар'єру відразу ж після завершення виступів на футбольних полях, очоливши в 2001 році свій останній клуб «Ніса», в якому пропрацював до 2004 року. У 2003 році він одночасно очолив національну збірну Туркменістану, яку вивів на Кубок Азії 2004 року. У 2005 році протягом одного сезону він очолював узбецький клуб «Навбахор» з Намангана. У 2006—2008 роках Курбанмамедов очолював футбольний клуб «Ашгабат». Після звільнення зі збірної Рахім Курбанмамедов протягом року працював спортивним директором клубу «Навбахор». У 2011—2012 роках Курбанмамедов очолював туркменський клуб «Мерв». У 2013—2014 роках він очолював інший туркменський клуб «Балкан».
У 2014 році Рахім Курбанмамедов вдруге очолив національну збірну країни. Проте вже в червні того ж року, після невдалого виступу в Кубку виклику АФК його звільнили з посади.
У 2015 році Курбанмамедов очолив туркменський клуб «Енергетик». У 2017 році Рахім Курбанмамедов увійшов до тренерського штабу клубу «Шагадам». З 2021 року Курбанмамедов знову очолив туркменський клуб «Мерв».